# Maryland Cycling Classic
La Maryland Cycling Classic es una carrera de un día profesional de ciclismo en ruta que se disputa en Estados Unidos, en el estado de Maryland, desde el año 2022.
Desde su creación, la carrera forma parte del UCI ProSeries dentro de la categoría 1.Pro. Inicialmente prevista para 2020, su primera edición se pospuso en dos ocasiones por la pandemia de COVID-19, no pudiendo celebrarse la prueba hasta 2022.

## Palmarés
| Año  | Ganador           | Segundo           | Tercero         |           |
| ---- | ----------------- | ----------------- | --------------- | --------- |
| 2022 | Sep Vanmarcke     | Nickolas Zukowsky | Neilson Powless |           |
| 2023 | Mattias Skjelmose | Neilson Powless   | Hugo Houle      |           |
| 2024 | cancelada         | cancelada         | cancelada       | cancelada |

## Palmarés por países
| País      | Victorias |
| --------- | --------- |
| Bélgica   | 1         |
| Dinamarca | 1         |